# Norageki!
Norageki! (яп. ノラゲキ！) — короткометражная научно-фантастическая OVA режиссёра Хироаки Андо, выпущенная студией Sunrise 22 января 2011 года по оригинальной идее Хадзимэ Ятатэ.

## Сюжет
Альтернативное будущее, где Советский Союз не распался. Вокруг Земли вращается искусственный спутник-тюрьма, построенный Союзом. Неясно от чего, но спутник повреждён и начинает падать на Землю. Из-за этого в тюрьме происходит сбой в электричестве, и двери камер открываются, а заключённые просыпаются из анабиоза. Не помня, как они туда попали, люди пытаются выбраться из здания.
Рассказ ведётся о 5 героях. Подбор их очень специфический: девочка-хакер, брачная аферистка, любящая играть в казино, бывший правительственный инженер, старый учёный с котом и таинственный молчаливый парень. Каждый персонаж своими деяниями заслужил себе пожизненное заключение, деяния каждого из них повлияли на то, какой эта тюрьма оказалась для них:
- Если бы малолетний хакер не обвалила мировую биржу, не были бы раскрыты денежные махинации насчет орбитальной станции;
- Если бы не было коррупционных махинаций со стороны правительственного инженера — орбитальную тюрьму достроили бы более качественно, не отсутствовали бы спасательные шлюпки и прочее элементы;
- Жизнь женщины, которая всю жизнь играла в азартные игры, теперь завит от станции, построенной как большая рулетка;
- Сама орбитальная станция, возможно, и не стала бы тюрьмой, если бы старик не разработал смертоносный вирус, и его не надо было бы изолировать от человечества.

Позже выясняется, что орбитальная тюрьма похожа на колесо рулетки, а надписи над дверями различных комнат складываются так же, как и цифры на колесе. Номера заключённых выступают в качестве номеров ячеек на колесе рулетки. Заключённые понимают, что их жизнь сводится к азартной игре, чем в принципе и заканчивается само произведение. Они находят единственную грузовую капсулу, и разыгрывают между собой право быть спасенным, сыграв в рулетку. Узники пускают бежать кота по круглой комнате, ожидая, кому из заключённых кот приземлится в руки, «Кого выберет кот — тот и победит». Кличка кота Крупье показывает его роль в произведении, он не участник, он только способствует кому-то выиграть.

## Персонажи
В произведении присутствуют 5 главных героев:
- Мужчина средних лет (яп. 中年男 Тю:нэн отоко) — бывший правительственный инженер, пытавшийся раскрыть коррупционный заговор по поводу строительства тюрьмы, в которую позже и был заключён. Тюремный номер — No.NOIR35 или N35. Возраст — 35 лет (тюремные номера персонажей совпадают с их возрастом). Предположительно принимал участие в разработке схем строительства орбитальной станции, так как знает расположение шахт и выходов. В чрезвычайной ситуации готов прибегнуть к насилию.

Сэйю — Кадзума Мори.
- Девочка-хакер (яп. オタク女 Отаку онна) — девочка-хакер, обвалившая мировую биржу, из-за чего строительство орбитальной станции было остановлено. Тюремный номер — No.ROUGE12 или R12. Возраст — 12 лет. Не доверяет взрослым, пыталась раскрыть загадку строения здания.

Сэйю — MEG.
- Хорошенькая женщина (яп. いい女 Ии онна) — брачная аферистка, любящая играть в казино. Тюремный номер — NO.ROUGE21 или R21. Возраст — предположительно 21 год. Красивая и сексуальная молодая женщина. Персона нон грата во многих игровых заведениях.

Сэйю — Такако Хонда.
- Старик (яп. 老人 Ро:дзин) — старый учёный. Разработал смертоносный вирус H5N1 и был добровольно помещён в изолированную орбитальную тюрьму, чтобы уберечь человечество от заражения. Тюремный номер — V0. Возраст неизвестен. В отличие от других заключённых тюрьмы, не находился в анабиозе при отправке в космос. Его камера была открыта, и он мог свободно перемещаться по всей тюрьме. У старика есть чёрный кот по кличке Крупье, переносчик вируса.

Сэйю — Сэйдзо Като.
- Приятный молодой человек (яп. 好青年 Ко:сэйнэн) — странный парень, который любит говорить «Ага». Посажен в тюрьму как подсадная утка. Тюремный номер — No.NOIR17 или N17. Позже выясняется что он на самом деле андроид, хотя его природу другие заключённые так и не узнают. На Земле есть много других андроидов, выглядящих точно так же, как и этот парень. Предположительно, один из советских андроидов, созданных для проведения различных операций, связанных с опасностью для жизни. Был прислан на орбитальную станцию чтобы заполучить образец вируса.

Сэйю — Мию Ирино.